# Zebda
Zebda es un grupo de música francés con diversas influencias, formado en Toulouse en 1985, y activo principalmente en la década de 1990 a 2003. Tuvo un gran éxito de público y crítica con los álbumes Le Bruit et l'Odeur (1995) y Essence ordinaire (1998). Comprometidos activamente con el colectivo tolosano “Tactikollectif”, tras unos años de descanso, durante los cuales los miembros del grupo se involucraron en proyectos en solitario, la banda retornó en el año 2008.
Realizan una mezcla de sonidos con influencias del punk, rock y reggae, raï, e incluso música tradicional y ligera. Magyd Cherfi es quien ha escrito todos los textos de sus canciones, excepto la letra de Une vie de moins, que es de Jean-Pierre Filiu. Junto a Manu Chao o Fermín Muguruza entre otros, encabezan un compromiso social dentro de la música, por diversas causas.

## Historia
Los componentes del grupo se conocieron a raíz que la ‘Association Vitecri’, una asociación tolosana, empezara la filmación de una película, Salah, Malik: Beurs, donde narra las pericias de un grupo de música en sus inicios, el «Zebda Bird». Sus intérpretes Magyd Cherfi, Pascal Cabero y Joël Saurin, todos del barrio obrero de Toulouse Les Izards-Trois Cocus y nacidos en Francia, hijos de inmigrantes argelinos. Al finalizar la filmación, en 1985, crearon realmente el grupo bajo el nombre de Zebda y al que se incorporaron poco después Mustapha y Hakim Amokrane, Vincent Sauvage y Rémi Sánchez.
El nombre escogido, zebda es una palabra árabe que significa "mantequilla" y que en francés (beurre) fonéticamente suena igual que beur (árabe) en verlan, un mecanismo del argot francés y que se usa en tono despectivo a hijos de inmigrantes norteafricanos nacidos en Francia.
Tras ser nombrados "Descubrimiento del Printemps de Bourges" en 1990, el grupo tuvo su primer gran éxito en 1995 con su álbum Le Bruit et l'Odeur, disco de oro. En 1999 la canción «Tomber la chemise», del álbum Essence ordinaire, se convirtió en la canción del verano; alcanzó el primer lugar en el Top 50 de Francia durante tres semanas seguidas y permaneció en el ranking 26 semanas consecutivas. El álbum llegó a vender a cientos de miles de ejemplares en Francia y les fueron otorgados dos discos de platino por él.
Como consecuencia de este éxito, en 2000 Zebda recibió varios premios. En los NRJ Music Awards, fue elegido como "Mejor grupo francófono" y «Tomber la chemise» ganó la nominación "Mejor canción francófona"; también en los premios Victoires de la musique fueron galardonados con el premio "Mejor grupo del año" y, «Tomber la chemise», “Mejor canción”.
En 2002, con el álbum Utopie d'occase el éxito fue menor aunque llegó a ser disco de oro.
En 2003 decidieron separarse temporalmente para explorar otros proyectos. Magyd Cherfi publicó un álbum en solitario en 2004 y Mouss et Hakim sacaron el suyo en 2005.
En el año 2008 el grupo volvió a reunirse, crearon el festival semanal tolosano "La Pause Musicale" con una serie de conciertos gratuitos, y anunciaron la presunta aparición un nuevo álbum, aunque era prematuro para afirmarlo.
En 2009, el grupo crea un videoclip, con la canción Jaurès de Jacques Brel, en homenaje al 150 aniversario del nacimiento de Jean Jaurès. El 14 y 15 de octubre de 2011, el grupo vuelve a los escenarios por primera vez en ocho años, en dos conciertos en el puerto de Cahors; marcan el inicio de una gira, la «Premier tour», y la confirmación del lanzamiento del álbum Second Tour.
El 4 de junio de 2013, Zebda anuncia la preparación de un nuevo álbum, Comme des cherokees, que salió a la luz en agosto de 2014.

## Compromiso político
Los miembros del grupo Zebda reivindican un legado comunista y el sentimiento de trabajo en equipo; sus canciones transmiten su compromiso social y político. Por ejemplo, el título de su canción Le Bruit et l'Odeur está tomada de un discurso xenófobo de Jacques Chirac en 1991 sobre las molestias, ruidos y olores, que los inmigrantes “causaban” en las viviendas públicas a los “trabajadores franceses”.
Como resultado de este compromiso político crearon y participaron en un movimiento ciudadano, el Motivé-e-s, presente en las listas electorales en diferentes ciudades francesas para las elecciones municipales de marzo de 2001 en Francia y que obtuvo, en Toulouse, el 12,38% de los votos, con cuatro escaños en el consejo municipal.
Durante la campaña de las elecciones presidenciales francesas de 2012, François Hollande visitó al grupo en el festival Printemps de Bourges; tras la reunión, los componentes de Zebda declararon públicamente que preferían a este candidato antes que a Sarkozy, pero llamaban al voto por Jean-Luc Mélenchon o manifestaban sus simpatías hacia él. Previamente, en la lista de reproducción oficial de Hollande sita en un blog musical, aparecía el himno de la Resistencia francesa, Le Chant des partisans reinterpretado por los Motivé-e-s, es decir, los miembros de Zebda, entre otras de la lista de canciones preferidas por el entonces aspirante a presidente de Francia.
También en el año 2012, la canción de protesta del grupo, Une vie de moins, provocó una gran controversia en la opinión pública francesa sobre las condiciones de vida en la franja de Gaza y fue denunciada la emisión en France Télévisions de la canción junto al videoclip que la acompaña, por el Conseil Représentatif des Institutions juives de France. La letra de la canción había sido escrita por Jean-Pierre Filiu, profesor del Instituto de Estudios Políticos de París, amigo de los componentes desde que ofrecieron una serie de conciertos en Damasco y Alepo en 1998, donde era diplomático en el momento.

## Otros compromisos y participaciones
Los miembros pertenecen al colectivo tolosano Tactikollectif; en su seno crearon el álbum Motivés!, donde versionan y reproducen canciones de "resistentes", incluyendo «Chant des partisans», «Bella ciao», «El paso del Ebro» o «Nekwni S Warrach N Lezzayer», canciones “revolucionarias”, como «Hasta siempre, comandante» y canciones antifranquistas, como «L'Estaca».
Organizan los festivales "Ça bouge au nord" y "Ça bouge encore", y también pertenecen al grupo 100 % Collègues. Han apoyado diversas causas sociales, como a la asociación cultural de Perpiñán, La Bressola, y a lo largo de su trayectoria, han participado en varios conciertos sociales como el dado en 1996, en el que actuaron como cabeza de cartel junto a Negu Gorriak, Dut, Ice-T & Body Count, en las jornadas organizadas por las asociaciones juveniles de la izquierda abertzale, Gazteriak y Jarrai.
Han participado en diversos álbumes como el anteriormente mencionado en homenaje a Jacques Brel, en 1998, con la versión de la canción «Jaurès», en 1999 en el álbum Identités de Idir, con «Un homme qui n'a pas de frère...», compusieron la banda sonora del documental Le Bruit, l'Odeur et Quelques Étoiles (2002). Han versionado la canción de The Clash, «Police Is on My Back», a dúo con Asian Dub Foundation para el álbum tributo a la banda británica, White Riot Vol. One A Tribute To The Clash (2002), la canción «Vingt ans» para el álbum homenaje a Léo Ferré, Avec Léo (2003), o la canción «C'est ici...» en el álbum On n'est pas là pour se faire engueuler! (2009), en homenaje a Boris Vian.

## Premios y distinciones
- Victoires de la musique (2000):

Mejor grupo
Mejor canción por Tomber la chemise
- NRJ Music Awards (2000)

Mejor grupo francófono
Mejor canción francófona

## Discografía
Primeros proyectos
| Año  | Título y canciones | Formato | Sello discográfico                  |
| ---- | --- | ------- | ----------------------------------- |
| 1985 | - Oualdi - Oualou | Single  | Association Vitecri                 |
| 1989 | Des mots crasseux - Cadence - Des mots crasseux                                                                                                  | Single  | Mustang Concert                     |
| 1989 | Carte nationale d'identité - CNN - Arabadub - Oualdi - Singin' Rubadub - La Franche (au chaud) - Baïonnettes - La Bague à Danièle - Maladiou Rel | K7      | Independiente                       |
| 1989 | Zebdomania - Arabadub - Baïonnette - Briti - Fucking Dub - Tumba - D'Ève à Lise - Live                                                           | K7      | Independiente                       |
| 1990 | La France - Pas le Temps - La France - Oualdi - Singin' - La Bague à Danièle - Militant 3 Étoiles - Baïonnette - D'Ève à Lise - Arabadub         | K7      | Independiente /Printemps de Bourges |

Álbumes de estudio
- L'Arène des rumeurs  (1992)
- Le Bruit et l'Odeur  (1995)
- Essence ordinaire (1998)
- Utopie d'occase  (2002)
- Second Tour  (2012)
- Comme des cherokees  (2014)

Álbumes en directo
- La Tawa (2003)
- Plan d'occupation du sol (2012)

Sencillos
- Toulouse  (1996)
- Le Bruit et l'Odeur  (1996)
- Tomber la chemise  (1999)
- Y'a pas d'arrangement  (1999)
- Oualalaradime (2000)
- L'erreur est humaine  (2002)
- Le Dimanche autour de l'église  (2012)
- Les petits pas de danse  (2014)

Otros
- Motivés!, autogestionado.